# Principi de personalitat
És un dels principis que regeix l'extraterritorialitat del Dret penal espanyol.
Segons aquest principi, el Dret penal espanyol és extensible als subjectes que han comès un delicte fora de l'Estat espanyol, quan tenen nacionalitat espanyola o són estrangers que han adquirit la nacionalitat espanyola després de l'execució del delicte.
Els requisits per a l'aplicabilitat del principi són:
- El fet comès pel subjecte ha de ser punible al país on es va executar el fet.
- L'agreujat o, en defecte, el ministeri fiscal interposin querella o denúncia davant un tribunal espanyol.
- Que el delinqüent no hagi estat absolt, indultat o penat a l'estranger. En cas que hagi complert parcialment la pena, se li reduirà la pena en la proporció que hagi complert.